# Giuseppe Antonio Borgese
 (janvier 2021).
Si vous disposez d'ouvrages ou d'articles de référence ou si vous connaissez des sites web de qualité traitant du thème abordé ici, merci de compléter l'article en donnant les références utiles à sa vérifiabilité et en les liant à la section « Notes et références ».
Œuvres principales
- Les Belles (1927)

Giuseppe Antonio Borgese (Polizzi Generosa, 12 novembre 1882 - Fiesole, 4 décembre 1952) est un poète, romancier, nouvelliste, dramaturge et critique italien. Antifasciste virulent d'inspiration libérale-risorgimentale[C'est-à-dire ?], opposé au marxisme, il est proche des positions de Carlo Sforza et Gaetano Salvemini. Germaniste passionné, il est aussi, par son mariage avec Elisabeth Mann, le gendre de l'écrivain Thomas Mann.

## Biographie
Giuseppe Antonio Borgese fait ses études universitaires à Florence, puis, en 1903, cofonde la revue Leonardo, et de 1904 à 1906, prend la direction de la revue Hermes. 
Pendant l'entre-deux-guerres, il devient un des jeunes écrivains intellectuels parmi les plus brillants d'Italie. À la fois poète, romancier, nouvelliste et critique averti, il enseigne également la littérature allemande et l'esthétique aux universités de Turin, de Rome et de Milan. 
Son premier roman, Vie de Filippo Rubè (1921), est un classique de la littérature italienne : l'avocat Filippo Rubé, petit-bourgeois italien humilié après la Première Guerre mondiale, livre sa rancœur dans un monologue intérieur — qui est aussi celui de sa classe sociale — où se perçoit un discours si peu réflexif qu'il permet de comprendre comment l'humiliation d'un groupe de petits propriétaires a facilité l'avènement du fascisme. En 1927, le recueil de nouvelles Les Belles marque l'apogée de sa carrière d'écrivain.
Au début des années 1930, son refus d'accepter la dictature fasciste contraint Borgese à s'exiler aux États-Unis. Il y écrit des pamphlets accusateurs sur les dérives du fascisme, notamment dans Goliath : la marche du fascisme (1937), une condamnation courageuse rédigée dans un style percutant, mais dont l'analyse ne parvient pas à percer les causes historiques de la montée du régime fasciste. 
En esthétique, Borgese s'oppose à la pensée de Benedetto Croce et se lance à la recherche d'une approche plus personnelle de l'art. Son essai sur Gabriele D'Annunzio (1909) s'attache aux aspects psychologiques et idéologiques du texte littéraire.

## Œuvre

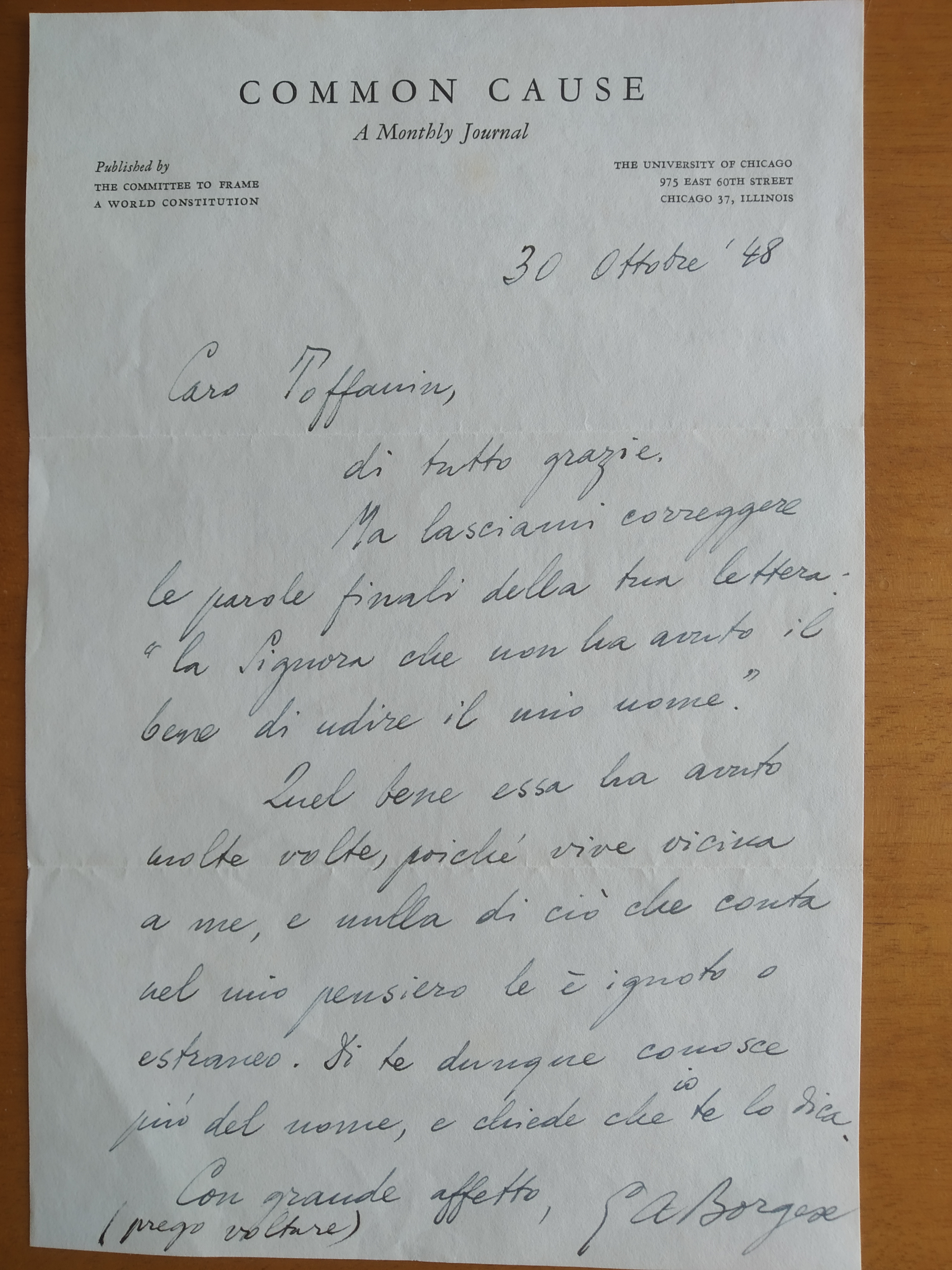
Une lettre de Borgese à Giuseppe Toffanin en 1948

### Poésie
- La canzone paziente, 1910
- Le Poesie, 1922
- Poesie 1922-1952, 1952

### Romans
- Rubè, 1921 Publié en français sous le titre Rubé,  traduit par Marthe-Yvonne Lenoir, Paris, Plon, 1928 ; rééd. dans une nouvelle traduction sous le titre Vie de Filippo Rubè, traduit par Muriel Gallot, Paris, Gallimard, coll. « L'Arpenteur », 1995  (ISBN 2-07-073828-0)
- I vivi e i morti, 1923 Publié en français sous le titre La Maison dans la plaine, traduit par Marthe-Yvonne Lenoir, Paris, Plon, 1931

### Recueils de nouvelles
- La città sconosciuta, 1925 Publié en français sous le titre La Ville inconnue, traduit par Elvira Todi, Paris, Desjonquières, coll. « Les Chemins de l’Italie », 1987  (ISBN 2-904227-18-0)
- Le belle, 1927 Publié en français sous le titre Les Belles, traduit par Francis Darbousset, Jean-Marie Laclavetine et Jean-Noël Schifano, Paris, Desjonquière, 1985  (ISBN 2-904227-08-3) ; rééd., Paris, Gallimard, coll. « L'Étrangère », 1991  (ISBN 2-07-072262-7)
- Il sole non è tramontato, 1929 Publié en français sous le titre Eva, traduit par Éliane Deschamps-Pria, Paris, Desjonquières, coll. « Les Chemins de l’Italie », 1988  (ISBN 2-904227-29-6)
- Tempesta nel nulla, 1931
- Il pellegrino appassionato, 1933
- La Siracusana, 1950
- Le novelle, 2 vol., 1950

### Théâtre
- L'Arciduca, 1924
- Lazzaro, 1925

### Essais littéraires et sur l'esthétique
- Gabriele D'Annunzio, 1909
- Mefistofele. Con un discorso sulla personalità di Goethe, 1911
- La vita e il libro, 3 vol., 1910-1913
- Studi di letterature moderne, 1915
- Resurrezione, 1922
- Tempo di edificare, 1923
- Ottocento europeo, 1927
- Il senso della letteratura italiana, 1931
- Poetica dell'unità. Cinque saggi, 1934
- Il peccato della ragione in "Social Research", 1934
- Problemi di estetica e storia della critica, 1952

### Essais politiques et enquêtes journalistiques
- La nuova Germania, 1909
- Italia e Germania, 1915 Publié en français sous le titre L'Italie contre l'Allemagne, traduit par M.T. Laignel, Paris, Payot, 1917
- Guerra di redenzione, 1915
- La guerra delle idee, 1916
- L'Italia e la nuova alleanza, 1917 Publié en français sous le titre L'Italie et l'Humanité nouvelle, Paris, G. Crès, 1917
- L'Alto Adige contro l'Italia, 1921
- La tragedia di Mayerling, 1925
- Goliath, the March of Fascism, 1937 Publié en français sous le titre Goliath : la marche du fascisme, traduit par Étiemble, Montréal, Éditions de l'Arbre, 1945 ; rééd., Paris, Desjonquières, coll. « Les Chemins de l'Italie », 1986  (ISBN 2-904227-14-8)
- Disegno preliminare di costituzione mondiale, 1949

### Journaux de voyage
- Autunno a Costantinopoli, 1929
- Giro lungo per la primavera, 1930
- Escursioni in terre nuove, 1931
- Atlante americano, 1936